# Naras bodlinatý

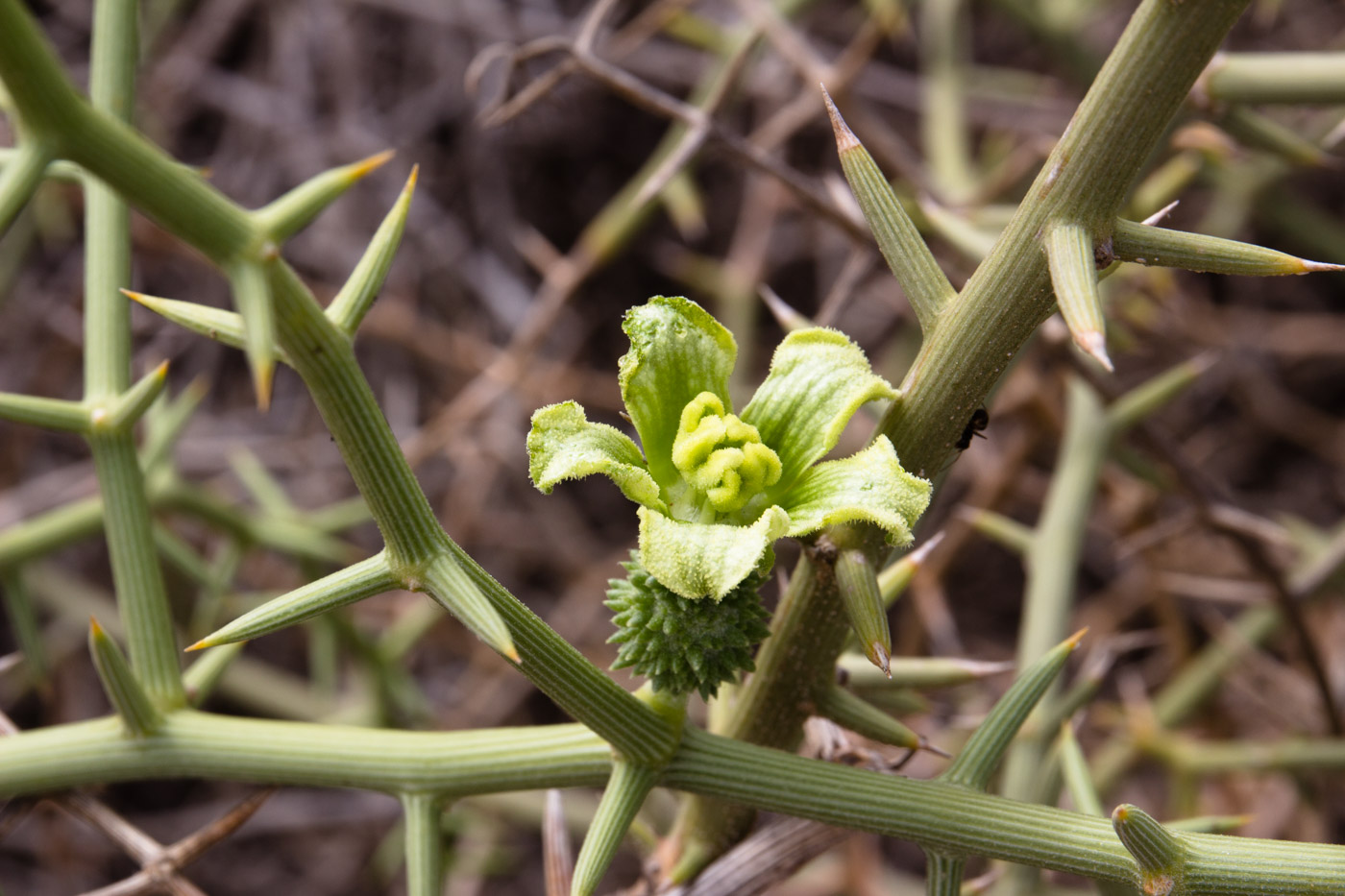
Květ

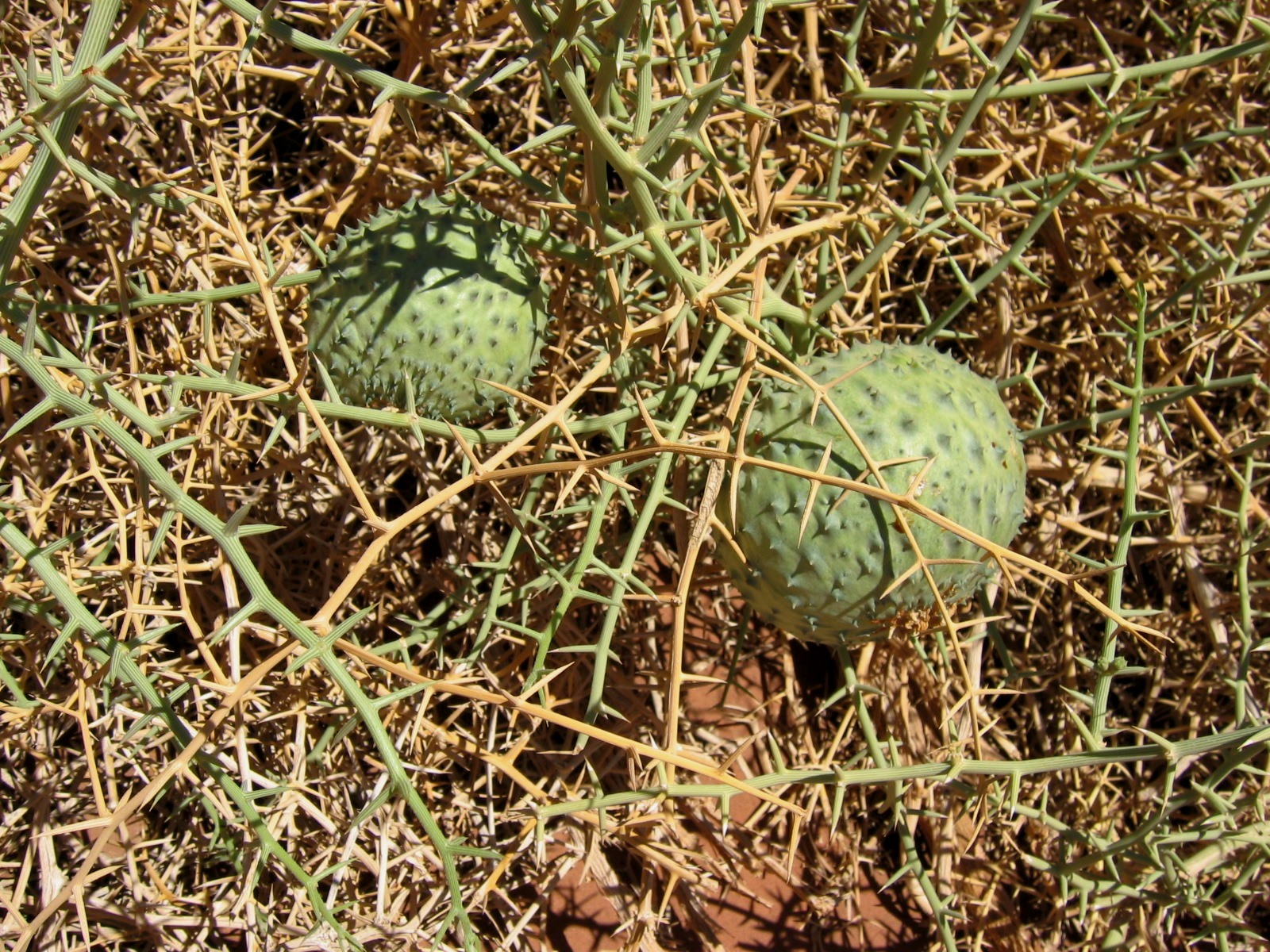
Plody

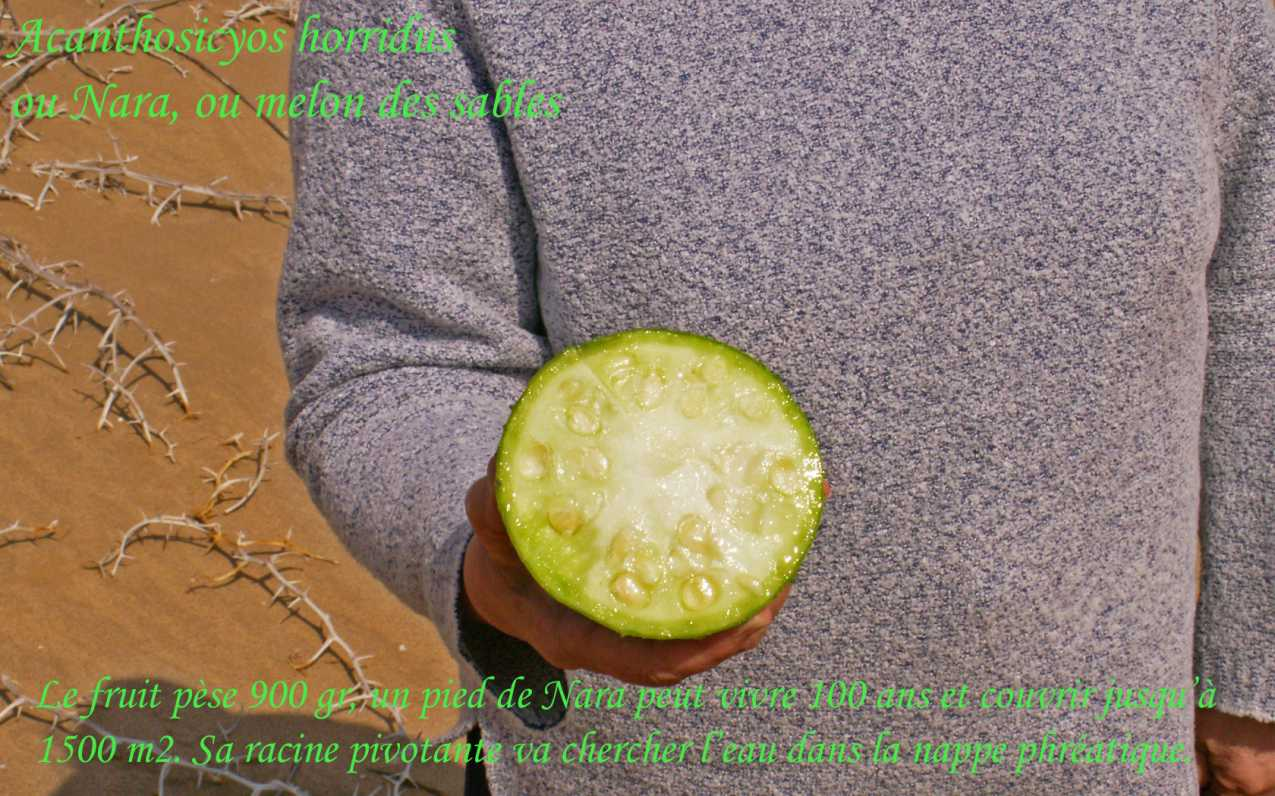
Rozpůlený plod

Naras bodlinatý (Acanthosicyos horridus) je dlouhověká, trnitá tykvovitá rostlina pocházející z jihozápadu Afriky. Je endemickým druhem z oblasti, která je součástí Namibské pouště a jen málo se odlišuje od druhu Acanthosicyos naudinianus, s kterým tvoří rod naras. Byl téměř po dobu 8000 let jednou ze základních potravin původních obyvatel, kteří byli převážně Khoikhoiové (dříve Hotentoti). Dosud nebyl domestikován a pokusy pěstovat jej jinde nebyly úspěšné.
Rozšíření této rostliny je omezeno na část pouště přiléhající k pobřeží Atlantského oceánu, která se rozkládá od jižní Angoly přes Namibii do regionu Namaqualand na severozápadě Jihoafrické republiky. Nejbohatší výskyt je v oblasti Velrybí zátoky v Namibii, kde na tamním písečném pobřeží vytváří místy nesnadno prostupné, trnité keřovité houštiny, zhusta zčásti zaváté pískem.

## Ekologie
Roste výhradně na písečných dunách v suchých korytech řek, kde je k dispozici podzemní voda. V některých oblastech je jediným vyskytujícím se rostlinným druhem, neboť může přežít roky bez deště. Místa výskytu mívají extrémně nízké a nepravidelné množství srážek, roční průměr nepřesahuje 100 mm. V některých létech nezaprší vůbec, dochází pouze ke kondenzaci mlhy přicházející téměř pravidelně od mořského pobřeží. Teplota v krajině bývá téměř stabilní, v průměru se nejnižší pohybuje okolo 16 °C a nejvyšší 21 °C. K tvorbě květů nesnese rostlina žádné zastínění.
Je rostlinou bez listů a funkci fotosyntézy přebírají zelené stonky a trny, které tvoří asi 40 % hmoty rostliny. Stonky rostou navzájem hustě mřížovitě propletené a pomáhají zachycovat a stabilizovat větrem pohybující se písek, rostlina si tak vytváří vlastní dunový mikrosystém, bývá částečně a někdy až do poloviny krátkodobě zasypaná pískem. Vzhledem k neustálému přesunování písku nedochází na stanovištích k vytvoření hlinité půdy, a jsou proto velmi chudá na živiny. Jedna plodící rostlina může pokrývat plochu až 1500 m² (kruh o průměru přes 20 m) a dožít se i sta let.
Rostliny v blízkosti obydlených míst jsou pokládány za soukromý majetek jednotlivých rodin, na rozdíl od pozemku, na němž rostou. Domorodci sbírají plody z populace divokých, samovolně vyrostlých rostlin, které nijak nekultivují, nevysévají ani semena pro vznik nových rostlin. Semena ve vlhku snadno vyklíčí, ale pro specifické podmínky k růstu semenáče při umělém pěstování jen zřídka vzkvétají. Samičí rostliny kvetou od srpna do dubna a plody dozrávají v prosinci až květnu. Samčí rostliny produkují květů o poznání více a kvetou po celý rok, pouze v květnu až červenci omezí počty.

## Popis
Vytrvalá, dvoudomá, silně se keřovitě větvící rostlina, průměrně do 1 m vysoká a 15 m široká. Má dřevnatý kořen 15 až 40 m dlouhý, který je na ochranu před vysycháním obalen hrubou vrstvou korku. Větve mají 2 až 3 cm dlouhé, tuhé, zelené, vstřícně vyrůstající trny, což jsou přeměněné palisty nepatrných a záhy opadaných listů; rostlina tak zásadně snížila plochu k možnému výparu vody.
Na větvích nestejnoměrně vyrůstají pravidelné, funkčně jednopohlavné, pětičetné květy barvy světle zelené či světle žluté. Mají zvonkovitý kalich s šedavě chlupatými, vejčitými laloky a laločnatou korunu s asi 1 cm dlouhými, široce vejčitými plátky. Na samčí rostlině rostou osaměle nebo ve svazečcích krátce stopkaté květy se třemi nebo pěti žlutými tyčinkami (jsou po dvou spolu srostlé a jedna je volná) nesoucí žluté prašníky s mastným pylem. Na samičí rostlině vyrůstají jednotlivě přisedlé květy s pěti žlutými patyčinkami a spodním, vejčitým semeníkem s pestíkem se čnělkou rozeklanou ve tři až pět blizen. K opylení dochází hlavně hmyzem, neboť lepivý pyl není dobře uzpůsoben pro přenos větrem.
Plod, podlouhlá nebo kulovitá bobule pokrytá ostnatými výčnělky, má v průměru až 20 cm a váží i 1 kg. V průběhu zrání se jeho zelená barva mění na světle žlutou až světle oranžovou. Dužina žluté až oranžové barvy obsahuje množství krémově zbarvených vejčitých semen s tvrdým osemením. Jsou velká okolo 14×9×6 mm, váží asi 0,3 gramů a obsahují asi 45 % jedlého oleje.

## Význam
V minulosti byly plody narasu bodlinatého pro většinu původních obyvatel okraje pouště Namib základní potravinou, v současnosti tuto roli z velké části převzala kukuřice. Nezralé zelené plody obsahují tetracyklické triterpeny zvané cucurbitany, které způsobují hořkost až pálení v ústech, s dozráváním plodů se však vlivem enzymu elaterázy hořkost vytrácí.
Zralý plod je aromatický, šťavnatý, obsahuje asi 84 % vody a jeho dužina je bohatá na cukry. Ve 100 gramech je energie o hodnotě 231 kJ (55 kcal), bílkovin 1,4 g, tuků 0,3 g a sacharidů 11,7 g. Dále obsahuje vápníku 21,4 mg, hořčíku 19,0 mg, fosforu 22,4 mg, železa 0,5 mg, zinku 0,6 mg, karotenu 0,12 mg, thiaminu 0,01 mg, riboflavinu 0,02 mg a niacinu 0,75 mg. Ve 100 porci semen je vody 5 %, energie 2709 kJ (647 kcal), bílkovin 30,7 g, tuků 57,0 g, sacharidů 2,3 g, a dále vápníku 100 mg, hořčíku 363 mg, železa 4,0 mg, zinku 5,5 mg a niacinu 2,2 mg. Olej ze semen obsahuje vysoké procento polynenasycených mastných kyselin s obsahem asi 50 % kyseliny linolové.
Plody se někdy konzervují tak, že se po sběru zakopávají do půdy, nebo jsou prostě ponechány na slunci, dokud nezměknou, ve slupce vydrží velmi dlouho. Měkké se oloupou a vaří, dokud se neuvolní semena. Zbylá buničina se vylije a nechá na slunci uschnout, vzniklé kožovité koláče se rozkrájí na proužky nebo stočí do ruliček. Lze je pak po celý rok žvýkat nebo přidávat při vaření do kaše, bývají záložní potravou pro období nedostatku. Semena se suší a skladují k přímému jídlu nebo se drtí na mouku a přidávají do jiných pokrmů. Někdy se semena bez vaření oddělují syrová od buničité dřeně třením v písku a přímo jedí, nebo se praží a nahrazují mandle.
Olej ze semen se používá, často ve směsí s barevnou hlínou, také na ochranu pokožky před sluncem. Kořeny rostliny jsou velmi hořké, žvýkají se nebo se z nich připravují odvary při léčbě nevolnosti, bolesti žaludku, nemocí ledvin a bolesti na hrudi, rozdrcené s olejem se používají k hojení ran.